# Daptonema brevisetosum
Daptonema brevisetosum is een rondwormensoort uit de familie van de Xyalidae. De wetenschappelijke naam van de soort is voor het eerst geldig gepubliceerd in 2009 door Thanh & Gagarin.